# Dharma
|  | Aquest article tracta sobre el concepte filosòfic indi. Si cerqueu el grup de rock català, vegeu «Companyia Elèctrica Dharma». |

|  | Aquest article tracta sobre el concepte filosòfic indi. Si cerqueu la religió dels sikhs, vegeu «Dharma sikh». |

Dharma (en alfabet devanagari धर्म dhárma, en pali dhamma, "llei natural" o "realitat" en sànscrit) és una noció bàsica del pensament indi que té diverses accepcions. Literalment es pot traduir per "establert" o "ferm", figurativament com a "sustentador", "suport" (en el cas de deïtats) i en sentit més abstracte, és similar al terme grec ethos, "norma fixa", "estatut", "llei". La noció ja és fonamental en el vedisme i vers el segle vii aC, el Codi de Manu la imposa com a clau de l'harmonia còsmica i com a regla del ritual (tant de la litúrgia com de la moral individual) i de l'organització social (fundant el sistema de castes o varna). Així, el conjunt de pràctiques i creences del que a Occident es coneix com a hinduisme, és anomenat pels seus practicants sanatan Dharma, "l'eterna doctrina".
La paraula prové d'una arrel indoirànica dhar ‘ajustar, suportar, sostenir', connectada amb el llatí frēnum (‘regna per a cavall, fre'), l'antic alt germà tarni latens (‘ocult, retirat'), i en l'antiga església eslava drъžǫ, drъžati (‘sostenir, posseir'). S'ha suggerit, encara que no és clar, la identitat etimològica entre dharma i el llatí firmus (d'on prové el català "ferm"). L'erudit anglès del segle xix, Monier-Williams, proposa les traduccions (en el camp espiritual i religiós) ‘virtut, moralitat, religió, mèrit religiós'. Se sol utilitzar com a sinònim de "doctrina".

## El dharma i l'hinduisme
Per a l'hinduisme es tracta de la “llei universal de la naturalesa”, llei present en cada individu així com en el cosmos. En l'àmbit còsmic, aquesta llei es manifesta per moviments cíclics i regulars. Per aquest motiu se simbolitza el dharma amb una roda (txakra) que gira sobre si mateixa. Aquest símbol es troba a la bandera de l'Índia i se l'anomena oficialment "el txakra d'Aixoka". Pel que fa a l'individu humà, el dharma adquireix una nova accepció: la del deure ètic i religiós que cadascú té assignat segons la seva situació particular de naixença.
D'acord amb els dharma-śastras, que representen el codi ètic hindú, la vida humana té quatre finalitats (purusartha) i dharma n'és la tercera:
- kama: plaer dels sentits,
- artha: prosperitat material,
- dharma: rectitud religiosa, social i moral,
- mokxa: alliberació espiritual.

En l'epopeia índia del Mahabharata, la figura de Dharma apareix com un Déu que es reencarnà en un home, Yudhisthira, primer rei de l'Índia i el seu unificador i els seus quatre germans, els Pandavas. Quan es va retirar del govern, a causa de l'edat, va viure en els boscos indis per a meditar i va descobrir el camí per a rompre el cicle de les reencarnacions; no va morir i va ser dut en cos i ànima al Cel d'Indra, el cap de tots els déus, on encara es troba. En aquest sentit, el concepte dharma s'hi defineix com el deure complert pel seu valor intrínsec.

## El dharma i el budisme
En el budisme, dharma (pronunciat sovint en pali: dhamma) és l'ensenyament o doctrina del Buda Siddharta Gautama. Aquesta es va dividir per a la seva millor comprensió en un text anomenat Tripitaka ("les tres cistelles"): 
- sutres (ensenyaments del Buda mateix),
- vinayas (regles monàstiques),
- abhidharma (comentaris i discussions sobre les sutres i vinayas dels savis de períodes posteriors).

El dharma també s'entén com una de les anomenades "tres joies" (mani) o "tresors" del budisme, juntament amb Buda i sangha (o comunitat budista). És per això que l'esment de la paraula dharma és freqüent entre els budistes, puix que constitueix un dels principals elements de la "fórmula del triple refugi":
En la sangha [‘comunitat'] em refugio
en el dharma [‘doctrina'] em refugio
en el Buda em refugio
i per ells actuo.

## El dharma i el jainisme
En el jainisme, el dharma s'entén principalment com a "moviment" de la dravya o substància universal. En aquest sentit, dintre del jainisme el dharma és una de les set categories de la dravya, essent les altres adharma (irreligió, impietat), akasa (èter, substància intangible), pudgala, kala (temps) i jiva (ànima individual).